# Juana la Beltraneja
Juana la Beltraneja eller Johanna av Kastilien, född 1462, död 1530, var en kastiliansk tronpretendent och en portugisisk drottning, gift med Alfons V av Portugal. 

## Biografi
Juana var dotter till Kastiliens drottning Johanna av Portugal. Fadern var officiellt Henrik IV av Kastilien, men troddes allmänt vara Beltrán de La Cueva, varför hon kallades "la Beltraneja". 
Juana förklarades som tronarvinge 9 maj 1462 och fick titeln prinsessa av Asturien, och adeln fick svära henne trohet. 1464 förlovades hon med sin morbror Alfons V av Portugal som lovade försvara hennes tronanspråk på villkor att han blev hennes medregent. Vid föräldrarnas skilsmässa 1468 miste hon sin position till förmån för sin faster Isabella, men återfick den 1470. 
Vid faderns död 1474 utbröt ett tronföljdskrig med Isabella. Juana föreslog att städerna skulle rösta om vilken tronföljd som skulle gälla. 30 maj 1475 gifte hon sig med Alfons som invaderade Kastilien till hennes förmån. 1476 förlorade Alfons slaget i Toro mot Isabella. 1478 förklarade påven Sixtus IV hennes äktenskap ogiltigt och 1479 erkände Alfons sig besegrad. 
Juana erbjöds att gifta sig med Isabellas son, om han som vuxen själv valde att göra det, eller gå i kloster. Hon gick i kloster i Coimbra i närvaro av Isabella, som berömde hennes beslut. Vid Isabellas död 1504 erbjöd hennes änkling Juana äktenskap, men hon vägrade. Hon bosatte sig så småningom i Lissabon, och kallade sig drottning till sin död.